# Grow Old with Me
Grow Old with Me (englisch für „Werde mit mir alt“) ist ein Lied von John Lennon, das von ihm geschrieben und in Kooperation mit Yoko Ono produziert wurde. Es erschien im Januar 1984 auf dem Album Milk and Honey.

## Hintergrund

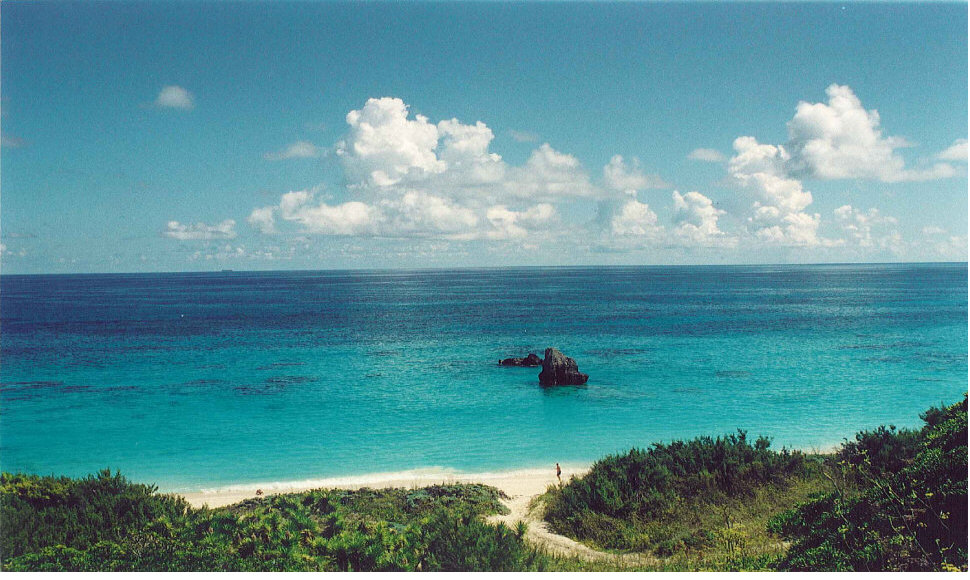
Küste von Bermuda, auf den Bermudas wurde Grow Old With Me komponiert

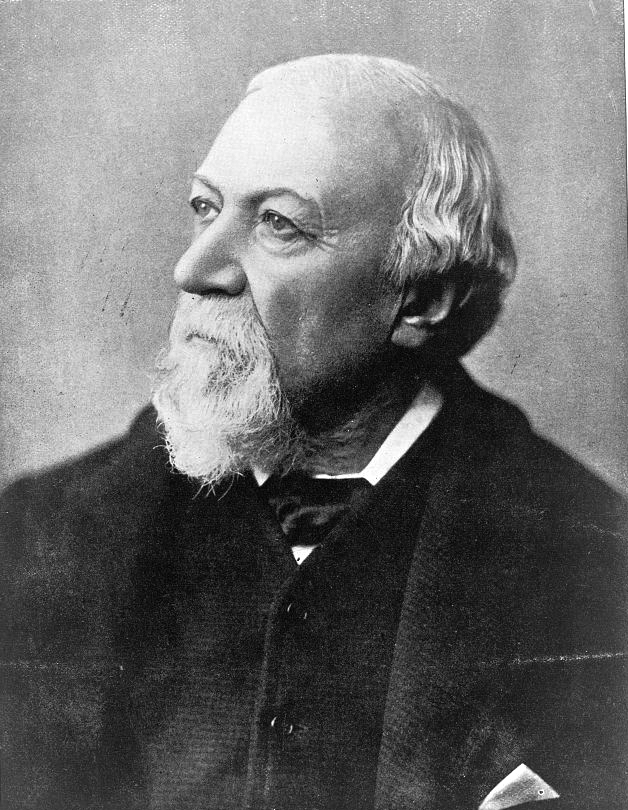
Robert Brownings Gedicht „Rabbi Ben Ezra“ inspirierte John Lennon zu Grow Old With Me

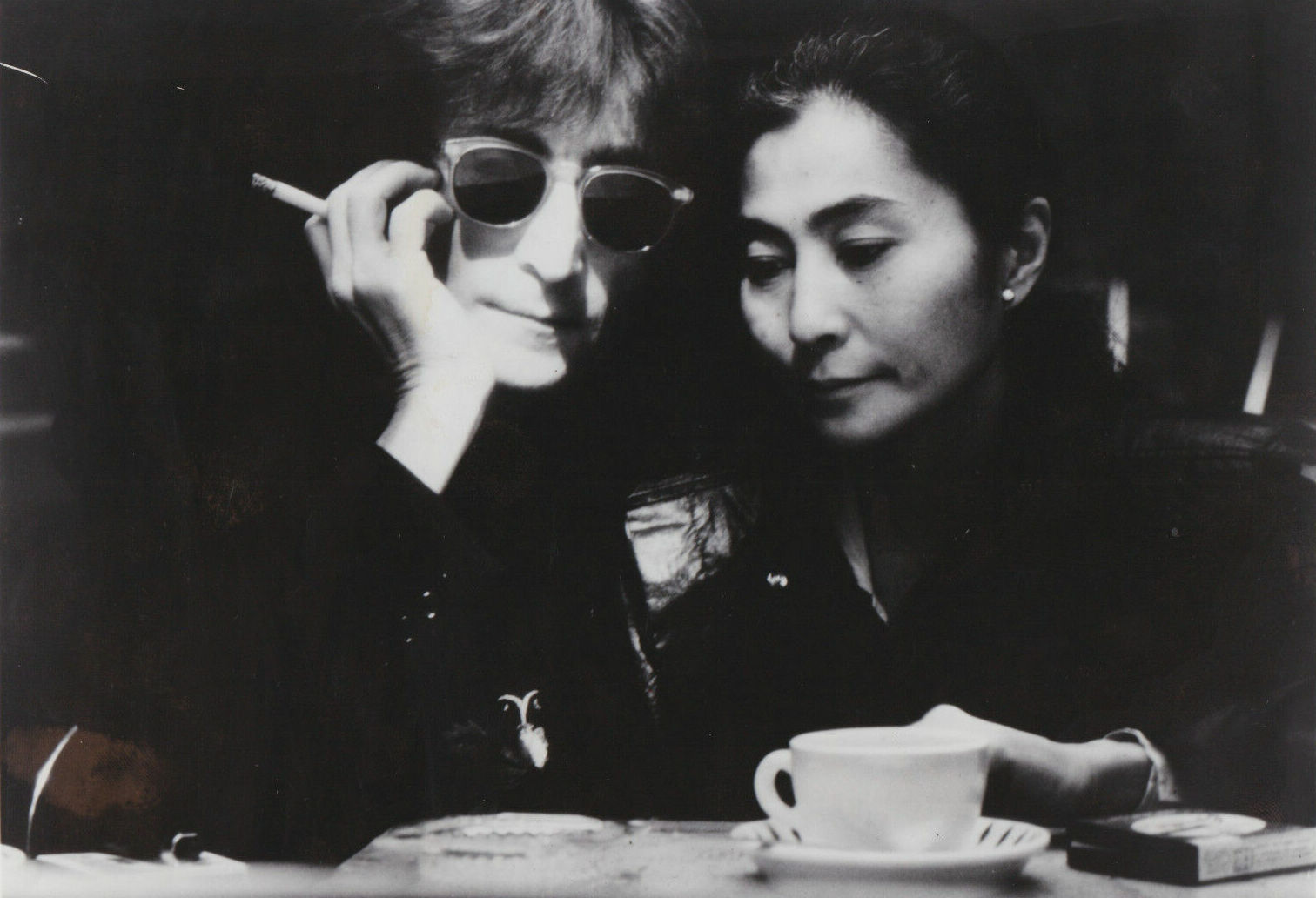
John Lennon und Yoko Ono, 1980

John Lennon komponierte den Song im Juni/Juli 1980 auf den Bermudas. Sein handschriftlicher Text trug die Anmerkung: „Fairylands, 5. Juli 1980, Bermuda“. Grow Old With Me basiert auf einem Gedicht von Robert Browning und war eine der letzten Aufnahmen von John Lennon. Die später verwendete Demoaufnahme erfolgte im November 1980. Yoko Ono hatte ihn dazu aufgefordert, das Lied zu schreiben, da sie ein Lied mit dem Titel Let Me Count The Ways nach dem gleichnamigen Sonett von Elizabeth Barrett Browning geschrieben hatte. Lennon ließ eine Gedichtsammlung von Robert Browning nach Bermuda schicken. Das Paar hatte ursprünglich sogar die Idee, sich als die beiden Dichter auf dem Cover von Double Fantasy zu verkleiden.
Lennon schrieb dann Grow Old With Me basierend auf Brownings Gedicht „Rabbi Ben Ezra“. Im Text des Liedes kommt mehrmals die Zeile „Gott segne unsere Liebe“ drin vor, sowie die Zeile: „Wenn der Tag vorüber ist, segne unsere Liebe.“ John Lennons Wunsch war es, dass sein Lied Grow Old With Me zukünftig bei Hochzeitsfeiern gespielt wird. Yoko Ono schrieb 1984: „Für John war ‚Grow Old With Me‘ ein Standard, so etwas, das sie es jedes Mal in der Kirche spielen würden, wenn ein Paar heiratet. Es war Zeit für Bläser und Sinfonie. Aber wir arbeiteten gegen den Abgabetermin für die Veröffentlichung des Albums zu Weihnachten, hielten ‚Grow Old with Me‘ bis zum Ende zurück und entschieden schließlich, dass es besser war, den Song für Milk and Honey aufzuheben, damit wir nichts überstürzen würden …“
Ono behauptete, Lennon habe zahlreiche Versionen des Liedes aufgenommen, aber nur eine sei offiziell veröffentlicht worden. Yoko Ono schrieb 1984 in den Liner Notes zum Album Milk and Honey: „Grow Old With Me war ein Song, von dem John mehrere Kassetten aufgenommen hatte, während wir die Arrangements dafür besprachen. Jeder um uns herum wusste, wie wichtig diese Kassetten waren. Sie wurden sicher aufbewahrt, manche in unserem Schlafzimmer, manche in unserem Kassettenarchiv und manche in einem Tresor. Alle sind seitdem verschwunden, außer der auf der Schallplatte. Es kann sein, dass es so sein sollte, denn die Version, die uns blieb, war Johns letzte Aufnahme.“
Durch den Tod von John Lennon konnte Grow Old With Me nicht mehr im Tonstudio aufgenommen werden und so wurde es als Demo auf dem Album Milk and Honey veröffentlicht. Zwar wurde Grow Old With Me nicht als Single veröffentlicht, es wurde aber ein Musikvideo von Stanley Dorfman produziert. Die Veröffentlichung des Videos erfolgte auf der Videokassette The John Lennon Video Collection, die 1992 veröffentlicht wurde.

## Weitere Verwendung
Anfang der 1990er waren die drei noch lebenden ehemaligen Beatles in ihrem Anthology Projekt involviert und planten für die Dokumentationsserie Begleitmusik aufzunehmen. Sie kamen aber schließlich zu dem Entschluss Musik unter dem Bandnamen The Beatles einzuspielen, dafür brauchten sie aber eine musikalische Beteiligung von John Lennon. Am 19. Januar 1994 traf Lennons Witwe Yoko Ono Paul McCartney in New York, um Lennon posthum in die Rock and Roll Hall of Fame aufzunehmen. McCartney überreichte den Preis, den Ono stellvertretend für Lennon entgegennahm. Yoko Ono übergab den verbliebenen Beatles Paul McCartney, George Harrison und Ringo Starr zwei Musikkassetten mit Heimaufnahmen von John Lennon mit den Liedern Free As A Bird, Real Love, Grow Old with Me und Now and Then, damit diese die Aufnahme beenden beziehungsweise vervollständigen konnten.
Jeff Lynne, der Free As a Bird und Real Love produzierte, sagte 1995, dass „es insgesamt drei Tracks gab“, an denen die Beatles arbeiteten. Er wurde gefragt, ob sie auch an Grow Old with Me gearbeitet hätten, und antwortete: „Nein. Es waren nur die drei.“ McCartney bestätigte, dass die Beatles Grow Old with Me nicht aufnehmen wollten.
Stattdessen beauftragte Yoko Ono George Martin, eine Orchesterpartitur zu schreiben, die 1998 in den Abbey Road Studios aufgenommen wurde und im selben Jahr auf dem Album John Lennon Anthology veröffentlicht wurde. 
Ringo Starr traf zufällig Jack Douglas, der 1980 Produzent des Albums Double Fantasy war. Douglas fragte Starr, ob er jemals die Musikkassette mit den John-Lennon-Bermuda-Demos gehört hätte. Starr verneinte es, sodass Douglas ihm später die Lieder auf CD übergab. Ringo Starr entschied sich 2019, Grow Old with Me selbst aufzunehmen. Bei der Version von Starr wirkten musikalisch Jack Douglas (Arrangeur der Streicherbegleitung) und Paul McCartney (Bass und Hintergrundgesang) mit.

## Aufnahme
Die Aufnahme von Grow Old with Me erfolgte im November 1980 im Schlafzimmer des Paares im Dakota Building in New York auf einer Musikkassette.
1980er Besetzung:
- John Lennon: Gesang, Klavier, Rhythmusbox

Die Orchestrierung von Grow Old with Me wurde Anfang 1998 in den 
Abbey Road Studios aufgenommen und in den Air Studios abgemischt. George Martin war Produzent und die Toningenieure waren Andy Strange, Peter Cobbin und Steve Orchard.
1998er Besetzung:
- John Lennon: Gesang, Klavier, Rhythmusbox
- Giles Martin: Bassgitarre
- George Martin: Arrangement, Produzent
- Orchester

Die Aufnahme von Ringo Starr erfolgte 2019 in dem Studio Rocca Bella West in Los Angeles. Ringo Starr war Produzent der Aufnahme und Bruce Sugar der Toningenieur.
2019er Besetzung:
- Ringo Starr: Gesang, Schlagzeug
- Paul McCartney: Hintergrundgesang, Bassgitarre
- Joe Walsh: Gitarre
- Jim Cox: Keyboard
- Rhea Fowler, Bianca McClure, Lauren Baba, Isaiah Gage:  Streichinstrumente
- Jack Douglas: Arrangeur

## Veröffentlichung

### John Lennon Version
- Am 23. Januar 1984 erschien das Album Milk and Honey auf dem sich Grow Old with Me befindet.
- Auf der John Lennon Anthology erschien am 2. November 1998 eine von George Martin orchestrierte Version.
- Grow Old with Me befindet sich auf folgenden John Lennon-Kompilationsalben: Lennon, Working Class Hero: The Definitive Lennon (Anthology-Version), Gimme Some Truth (Anthology-Version), Signature Box.
- Am 9. Oktober 2020 erschien das Kompilationsalbum GIMME SOME TRUTH. (Doppel-CD), das neuabgemischte Lieder beinhaltet, so auch Grow Old with Me (Anthology-Version). Das Lied wurde von Sam Gannon neu abgemischt. Hierbei wurde für die ersten 54 Sekunden des Liedes ein "wieder gefundenes Demo" verwendet, anschließend wurde die 1998 orchestrierte Version verwendet.[6]

### Starr/Douglas/McCartney Version
- Grow Old with Me erschien am 11. Oktober 2019[7] als Download-Single.
- Am 25. Oktober 2019 erschien das Ringo Starr-Album What’s My Name auf dem sich Starrs Version von Grow Old with Me befindet. Paul McCartney wirkt bei dieser Version musikalisch mit.

## Coverversionen
Es gibt über 20 Coverversionen von Grow Old with Me